# Veyon
Veyon (Virtual Eye On Networks), anciennement iTALC (Intelligent Teaching And Learning with Computers), est un logiciel libre de formation en ligne (e-learning) permettant à un professeur de prendre la main pour effectuer des démonstrations sur les postes des étudiants dans une salle de cours informatisée mise en réseau.
Le programme a été développé comme alternative libre du logiciel MasterEye en utilisant la bibliothèque Qt.
Des versions du logiciel existent pour Linux et pour Windows. Veyon fonctionne même dans un environnement hétérogène. Par exemple, un professeur possédant un portable fonctionnant sous Linux peut parvenir à administrer un réseau sous Windows.
À la base de toutes les fonctions il y a le protocole « Remote Frame Buffer » (RFB) étendu, utilisé grâce à UltraVNC. Il s'agit d'un protocole simple pour l'accès à distance aux interfaces graphiques des utilisateurs. Veyon travaille entièrement avec des connexions TCP, ce qui a l'avantage que les démos et les administrations à distance sont possibles par-dessus les pare-feux locaux.

## Installation
L'installation du client maitre de Veyon se fait sur un poste « maître » (ou éventuellement plusieurs si on veut changer de place dans la classe).

Le déploiement du client « élève » doit être fait sur le reste des postes. 

La sécurité, pour éviter que des intrus ne prennent la main depuis l'extérieur de la classe, est assurée grâce à une clé publique copiée sur chaque ordinateur « élève » et d'une clé privée qui reste sur l'ordinateur professeur.

## Fonctionnalités
Veyon a été conçu pour une utilisation scolaire. Il offre donc beaucoup de possibilités aux enseignants, tels que :
- voir ce qui se passe sur l'ordinateur de l'élève à l'aide du mode aperçu et faire des captures d'écran
- prendre le contrôle à distance de l'ordinateur pour aider l'élève
- afficher une démonstration en temps réel (soit en plein écran ou dans une fenêtre) de l'écran du professeur ou d'un écran élève sur tous les ordinateurs des élèves
- verrouiller l'ordinateur pour focaliser l'attention sur l'enseignant
- envoyer des messages sous forme de texte aux élèves
- allumer, éteindre et redémarrer les ordinateurs à distance
- ouvrir et fermer une session à distance
- exécuter des commandes/scripts
- éducation à domicile - le réseau de la technologie ne se limite pas à un sous-réseau et les élèves peuvent donc se joindre depuis la maison à des leçons via VPN - simplement en installant le client Veyon avec la clé publique

## Veyon remplace iTALC
En avril 2017, le développeur Tobias Doerffel a annoncé l'arrêt du développement de iTALC et son remplacement par le logiciel Veyon (abréviation de Virtual Eye On Networks).
La dernière version de iTALC portant le numéro 3, la première version stable de Veyon est la 4.0.0 du 12 septembre 2017.